# قرارداد هفده بندی
قرارداد هفده بندی (انگلیسی: Seventeen Point Agreement) (هفده مورد توافق برای آزادی صلح‌آمیز تبت) در سال ۱۹۵۱ میلادی بین دولت مرکزی تبت و چین بسته شد و به موجب آن حاکمیت چین بر تبت تثبیت شد.